# Генріс Узраугс
Генріс Узрауґс (латис. Henrijs Uzraugs; народився 25 липня 1990, Нулл, Латвія) — латвійський хокеїст, нападник. Виступає в ризькому Динамо-Юніорс.